# لارس رينجر
لارس رينجر (بالنرويجية البوكمول: Lars Ranger)‏ هو لاعب كرة قدم نرويجي، ولد في 12 مارس 1999. لعب مع نادي ليلستروم.

## وصلات خارجية
- لارس رينجر على موقع اتحاد النرويج (النرويجية)
- لارس رينجر على موقع قاعدة بيانات كرة القدم.إي يو (الإنجليزية)
- لارس رينجر على موقع Soccerway.com (الإنجليزية)